# Lago Piso
Lago Piso, también conocido como Lago Pisu y el Lago de los Pescadores, es una laguna de marea en el condado de Grand Cape Mount, en el oeste del país africano de Liberia, cerca de la ciudad de Robertsport. Tiene un área de 103 km² (40 millas cuadradas), y es el lago más grande de Liberia. Su nombre proviene de un término local que significa ‘agujero de paloma’, una referencia a las bandadas de palomas que una vez llegaron a las aguas del Lago Piso.